# Jeff Bonds
Jeffrey Bonds junior (* 14. Mai 1982 in Los Angeles, Kalifornien) ist ein US-amerikanischer Basketballspieler. Nach dem Studium spielte Bonds zunächst in der British Basketball League (BBL), wo er 2007 als „Co-Most Valuable Player“ (MVP) der BBL ausgezeichnet wurde. Anschließend spielte er in der zweiten und dritten spanischen LEB Oro y Plata. In der Saison 2012/13 spielte er dann für vier Wochen bei den Gießen 46ers in der deutschen Basketball-Bundesliga sowie für sechs Wochen in der finnischen Korisliiga. Für die Saison 2013/14 bekam er einen Vertrag beim österreichischen Vizemeister Redwell Gunners aus Oberwart.

## Karriere
Bonds ging zum Studium an die California State Polytechnic University, Pomona, wo er von 2001 an für die Hochschulmannschaft Broncos in der „Conference“ California Collegiate Athletic Association (CCAA)  der NCAA Division II spielte. Mit den Broncos gewann er 2004 und 2005 zweimal die Meisterschaft der CCAA. Bonds ist der „Topscorer“ der Broncos in deren ewiger Bestenliste und auch in anderen Kategorien unter den „Top Ten“ der ewigen Bestenliste vertreten. Bei seinem Abschluss 2005 wurde er von der Organisation der „National Association of Basketball Coaches“ (NABC) zusammen mit Spielern wie Brad Oleson, David Logan und Mark Worthington als „All-American“ unter die 20 besten Basketballspieler der Division II in der Saison 2004/05 gewählt.
Obwohl Bonds nur für eine Hochschulmannschaft der Division II gespielt hatte, begann er nach dem Studienende 2005 eine Karriere als professioneller Basketballspieler. Für die Saison 2005/06 bekam er einen Vertrag in der British Basketball League (BBL) bei den Bullets aus Birmingham. Die Bullets hatten sich zuletzt 2002 für die Play-offs der besten acht Mannschaften der BBL qualifiziert und waren sportlich wie wirtschaftlich im Niedergang begriffen. Am Ende der Spielzeit belegten sie zum dritten Mal in Folge den letzten Tabellenplatz, wobei sie mit neun Saisonsiegen und einer Siegquote von beinahe 25 % ihre Erfolgsquote gegenüber den beiden Vorjahren deutlich steigern konnten. Trotzdem wurden sie nach dem Ende der Spielzeit genauso wie die ehemals führenden BBL-Franchises London Towers und Brighton Bears vom Spielbetrieb der geschlossenen Profiliga BBL abgemeldet. Für die Spielzeit 2006/07 bekam Bonds einen Vertrag beim Ligakonkurrenten Sharks aus Sheffield, die am Ende der Saison hinter dem Hauptrundenersten Guildford Heat den zweiten Platz der regulären Spielzeit belegten. Gemeinsam mit Brian Dux von den Heat bekam Bonds die Auszeichnung als „Most Valuable Player“ (MVP) der BBL-Saison zuerkannt. Im Halbfinale der Play-offs verloren die Sharks gegen Titelverteidiger Newcastle Eagles, gegen die sie schon im Halbfinale des Pokalwettbewerbs BBL Trophy verloren hatten, konnten aber das Spiel um den dritten Platz gegen die Heat gewinnen, gegen die sie im Halbfinale des Ligapokals BBL Cup ausgeschieden waren.
Für die Spielzeit 2007/08 wechselte Bonds in die dritte spanische Liga LEB Plata zur Mannschaft aus Muro (Mallorca), die am Ende der Spielzeit den zwölften Platz belegte. In der Saison 2008/09 spielte Bonds für den bisherigen Ligakonkurrenten Calefacciones Farho aus Gijón, die zuvor im Halbfinale der Play-offs am Aufstieg in die zweite Liga gescheitert waren. Dieser erreichte jedoch nach zehn Saisonsiegen nur den viertletzten Tabellenplatz und die professionelle Basketballmannschaft, die in den 1980er Jahren und Anfang des Jahrzehnts noch in der höchsten Spielklasse gespielt hatte, des Vereins wurde anschließend aufgelöst. Bonds kehrte daraufhin nach Mallorca zurück, wo Muro nach der Fusion mit Drac Inca als Bàsquet Mallorca bereits in der zweiten Liga LEB Oro spielte. Die Fusionsmannschaft verbesserte sich im zweiten Jahr ihres Bestehens auf einen zwölften Platz in der zweiten Liga. In der Saison 2010/11 spielte Bonds dann für den Zweitliga-Aufsteiger LOBE aus Huesca, die als ehemaliger Erstligist bis 1996 nach 2005 wieder den Weg aus den Amateurligen zurück in die professionellen Spielklassen geschafft hatten. Als Drittletzter der Abschlusstabelle hatte Huesca am Ende der Spielzeit den Klassenerhalt erreicht. Anschließend wechselte Bonds für die Saison 2011/12 zum Aufsteiger K-Net & Éniac aus Clavijo bei Logroño, die nur wegen des schlechteren direkten Vergleichs den Einzug um die Play-offs am Ende der Saison verpassten.
Nachdem Bonds im Sommer 2012 in seiner Heimatstadt Los Angeles für die Lightning in der „International Basketball Association“ (IBA) gespielt hatte, bekam er erst Ende des Jahres vom deutschen Erstligisten LTi 46ers aus Gießen einen Vertrag in Europa. Der abstiegsbedrohte Verein nahm ihn Mitte Dezember unter Vertrag, aber bereits eine Woche später stellte der Verein einen Insolvenzantrag. Knapp vier Wochen später lag für den bis Saisonende verpflichteten Bonds bei dem unter Insolvenzrecht spielenden Verein nach nur fünf Einsätzen mit stark zurückgehender Einsatzzeit in der Basketball-Bundesliga keine Spielberechtigung mehr vor, die von Seiten der Liga-Organisation der Basketball-Bundesliga nach dem Insolvenzantrag auch nicht mehr verlängert wurde. Mitte Februar hatte Bonds dann ein Engagement in Finnland bei Korikobrat aus Lapua, die neu in die Korisliiga aufgenommen worden waren. Bereits nach sechs Wochen endete dieses Engagement Ende März 2013.